# 海棠やくざ
『海棠やくざ』（かいどうやくざ）は、子母澤寛作の小説、およびそれを原作とした日本映画。

## 映画
1933年に公開されたサイレント映画。

### スタッフ
- 原作：子母澤寛
- 脚本：八尋諒
- 監督：清瀬英次郎
- 撮影：松村偵三
- 製作：日活

### キャスト
- 沢田清
- 星ひかる
- 鈴村京子
- 山本嘉一